# Acalolepta ochreifrons
Acalolepta ochreifrons es una especie de escarabajo longicornio del género Acalolepta, tribu Monochamini, subfamilia Lamiinae. Fue descrita científicamente por Breuning en 1974.
Se distribuye por Vanuatu. Mide aproximadamente 35 milímetros de longitud.